# Victor Karpenko
Victor Karpenko (en ruso: Виктор Александрович Карпенко; Taskent, RSS de Uzbekistán, 7 de septiembre de 1977) es un exfutbolista y entrenador de fútbol de Uzbekistán que jugaba en la posición de centrocampista.

## Carrera

### Club
| Periodo   | Club               | Apariciones | Goles |
| --------- | ------------------ | ----------- | ----- |
| 1997-1998 | FK Buxoro          | 47          | 5     |
| 1999      | Qizilqum Zarafshon | 0           | 0     |
| 2000–2001 | Shinnik Yaroslavl  | 35          | 6     |
| 2002      | Lokomotiv Chita    | 31          | 14    |
| 2003–2004 | Shinnik Yaroslavl  | 36          | 7     |
| 2004      | FC Sokol Saratov   | 15          | 0     |
| 2005–2006 | FC Kairat          | 39          | 11    |
| 2007–2012 | FC Bunyodkor       | 202         | 38    |
| 2013–2014 | Lokomotiv Tashkent | 45          | 5     |
| 2015      | Shurtan Guzar      | 14          | 5     |
| 2015–2016 | FC Bunyodkor       | 13          | 1     |

### Selección nacional
Jugó para Uzbekistán en 61 ocasiones de 2003 a 2014 y anotó cuatro goles; participó en dos ediciones de la Copa Asiática.

## Palmarés
- Liga de fútbol de Uzbekistán (4): 2008, 2009, 2010, 2011
- Copa de Uzbekistán (4): 2008, 2010, 2012, 2014